# پریپلانون بی
پریپلانون بی (به انگلیسی: Periplanone B) یک ترکیب شیمیایی با شناسه پاب‌کم ۱۰۸۹۰۲۶۶ است. 